# Aba
Aba es una ciudad de Nigeria, ubicada a las orillas del río Aba. Se encuentra en el estado de Abia y se trata de su principal centro comercial. Se encuentra a 50 km al nordeste de Port Harcourt, junto a la línea ferroviaria del interior.
Aba fue fundada por el clan Ngwa del pueblo igbo de Nigeria como una ciudad comercial, pero más tarde se estableció un puesto militar por parte de la administración colonial británica en 1901 de la que se fue creciendo y desarrollando la actual ciudad. Aba es un importante asentamiento urbano y centro comercial en una región que está rodeada de pequeños pueblos y aldeas.

## Historia
Fue fundada por la tribu de los ibo. Posteriormente se convirtió en el centro administrativo del gobierno colonial británico. En 1929 fue el epicentro de una revuelta femenina, en protesta por la política colonial de impuestos. En 1967 la capital del efímero estado de Biafra fue trasladada desde Aba a Enugu en cuanto las tropas nigerianas avanzaron al interior de Biafra. Anteriormente formaba parte del estado de Imo, pero en 1991, tras la nueva división administrativa del estado, pasó a formar parte del de Abia.

## Economía
Aba está rodeada de pozos de petróleo que la separan de la ciudad de Port Harcourt. Una tubería de 30 kilómetros abastece a Aba con gas procedente del depósito de gas natural del río Imo. Sus principales contribuciones económicas son la industria textil y el aceite de palma, junto con productos farmacéuticos, plásticos, cemento, y los cosméticos que han hecho que el mercado internacional Ariari sea el mercado más grande del África Occidental, secundado por el mercado central de Onitsha. También hay una fábrica de cerveza, una empresa de vidrio y destilería dentro de la ciudad. Por último, es famoso por sus artesanías.

## Cultura
La ciudad ha jugado un papel duradero en el evangelismo cristiano del sudeste de Nigeria desde que los británicos trajeran la Church Mission Society (CMS), un vehículo de evangelismo de la entonces Iglesia de Inglaterra que utiliza para sembrar lo que hoy se ha convertido en la Iglesia Anglicana de Nigeria.
En 1923, se estableció la Iglesia Adventista del Séptimo Día (SDA). Los adventistas del séptimo día son bien conocidos por su fe bíblica, hospitales de calidad y buenas instituciones educativas. A finales de 1960, un grupo de nigerianos descubrió información sobre la Iglesia de Jesucristo de los Santos de los Últimos Días y sucursales establecidas, pero la iglesia con sede en Utah no estableció ninguna presencia oficial hasta finales de 1970, cuando a los negros se les permitió mantener la autoridad del sacerdocio. Es notable el Templo de Aba perteneciente a esta fe.
Los musulmanes y sus mezquitas están también presentes en Aba; la mezquita más grande es la Mezquita Hospital Road. Un jefe Imam es residente entre el asentamiento de la lengua hausa en el corazón de la ciudad misma.